# Бањер де Лишон
Бањер де Лишон (фр. Bagnères-de-Luchon) насеље је и општина у јужној Француској у региону Миди Пирене, у департману Горња Гарона која припада префектури Сен Годан.
По подацима из 2011. године у општини је живело 2.585 становника, а густина насељености је износила 48,96 становника/km². Општина се простире на површини од 52,8 km². Налази се на средњој надморској висини од 630 метара (максималној 2.737 m, а минималној 611 m).

## Демографија
| 1962. | 1968. | 1975. | 1982. | 1990. | 1999. | 2011. |
| ----- | ----- | ----- | ----- | ----- | ----- | ----- |
| 3.888 | 4.123 | 3.484 | 3.498 | 3.094 | 2.900 | 2.585 |

График промене броја становника у току последњих година